# Andy Randriamiarisoa
Andy Randriamiarisoa (* 14. Juni 1984 in Dijon, Frankreich) ist ein madagassischer Skirennläufer und Weltmeisterschaftsteilnehmer, der sich auf Riesenslalom und Slalom spezialisiert hat.

## Biografie
Randriamiarisoa wurde im französischen Dijon geboren und hatte in jungen Jahren kaum Kontakt zum Skifahren. Er machte mit acht oder neun Jahren zwar einen Skikurs, hatte dort jedoch eine Grippe und konnte dadurch kaum teilnehmen. Später führte er Schwimmsport durch und nahm dort an regionalen und überregionalen Wettkämpfen teil, hatte jedoch durch seine geringe Größe von 1,70 Metern Nachteile gegenüber den Sportlern mit einem größeren Körperbau.
Er studierte und erlangte das Baccalauréat. Durch seine Arbeitskollegen und den Betriebsrat begann er 2012 mit 28 Jahren wieder mit dem Skifahren. Da er für Madagaskar an den Olympischen Winterspielen 2018 teilnehmen wollte, kontaktierte er den madagassischen Verband, der seit 2006 (Teilnahme von Mathieu Razanakolona) ruhte. Dessen Präsident Philippe Razanakolona, der Bruder Mathieus, gab Randriamiarisoa eine FIS-Lizenz, wodurch Randriamiarisoa bei offiziellen Rennen starten durfte.

## Karriere

### Saison 2015/16
Sein erstes FIS-Rennen fuhr Randriamiarisoa im 31 Jahren und 223 Tagen am 23. Januar 2016 beim Salom in Saint-Léger-les-Mélèzes. Bei dem vom Italiener Nicolo Menegalli gewonnenen Rennen schied Randriamiarisoa im ersten Durchgang aus. Beim Slalom tags darauf, gewonnen vom damals 18 Jahre und 266 Tage alten Clément Noël, schied der Madagasse erneut im ersten Durchgang aus.
Am 4. Februar 2016 erreichte Randriamiarisoa mit dem 95. Platz bei einem FIS-Rennen im Riesenslalom von Serre Chevalier erstmals das Ziel. Dies bedeutete mit 44,38 Sekunden Rückstand auf den Italiener Adam Peraudo den letzten Platz. Alleine auf den Vorletzten, den Franzosen Matisse Yvroud hatte er 26,77 Sekunden Rückstand – Yvroud selbst hatte lediglich 17,61 Sekunden Rückstand auf den Sieger. Tags darauf belegte Randriamiarisoa den 78. Platz – was erneut den letzten Platz bedeutete, allerdings „nur“ mehr 34,84 Sekunden Rückstand auf den Franzosen Greg Galeotti. Auf den Vorletzten, den Japaner Shinnosuke Kobayashi, wies der Madagasse 18,29 Sekunden Rückstand auf, der Japaner selbst wiederum hatte 16,55 Sekunden Rückstand.
Das beste Ergebnis der Saison hatte Randriamiarisoa mit dem 43. Platz im FIS-Rennen-Slalom vom 22. März 2016, wodurch er sich nicht für den zweiten Durchgang qualifizieren konnte. Sieger war der Franzose Steve Missillier. Im Riesenslalom war seine beste Platzierung der 47. Platz im FIS-Rennen vom 5. April 2016 in Courchevel, das ebenfalls von Steve Missillier gewonnen wurde. Randriamiarisoa hatte dort 27,97 Sekunden Rückstand, der Vorletzte, der Japaner Koku Ota, hatte 20,51 Sekunden Rückstand.
In der Saison 2015/16 bestritt der Madagasse fünf FISCIT-Rennen mit zwei Ergebnissen. Er hatte einen 70. Platz im Riesenslalom vom 11. März 2016 in Saint-Gervais-les-Bains zu Buche stehen, wo er 23,16 Sekunden Rückstand auf den Italiener Jean Daniel Pession hatte. Der Vorletzte, der Franzose Finlay Wooldridge, hatte 20,21 Sekunden Rückstand. Im nächsten Riesenslalom startete er im zweiten Durchgang nicht und bei zwei Saloms schied er aus. Im Slalom vom 20. März 2016 in Villard-de-Lans hatte er 28,10 Sekunden Rückstand auf den Franzosen Paul Collomb Patton, der Vorletzte, der Franzose Axel Augier hatte 21,92 Sekunden Rückstand.

### Saison 2016/17
Sein bestes Ergebnis der Saison war ein 31. Platz im FISCIT-Rennen-Riesenslalom vom 10. März 2017 in Les Menuires, wo er 25,11 Sekunden Rückstand auf den Franzosen Matis Somelet hatte. Er ließ den Marokkaner Abderrahim Kemmissa um 4,65 Sekunden hinter sich.
Im Salom belegte er in der damaligen Saison einen 15. Platz im FIS-Rennen von Les Arcs, wobei dort nur 15 Läufer in die Wertung gekommen waren. Er hatte 28,69 Sekunden Rückstand auf den Franzosen Alexandre Coltier, 4,33 Sekunden Vorsprung auf den Vorletzten, den Libanesen Tarek Fenianos. Der Nächstbessere, der Brite David Christey, hatte immerhin schon 14,72 Sekunden Vorsprung auf Randriamiarisoa.
Bei den nationalen Meisterschaften, die im August 2016 in Cerro Catedral (Argentinien) ausgetragen wurden, schied Randriamiarisoa im ersten Durchgang des Slaloms aus. Der Sieg ging an den Argentinier Cristian Javier Simari Birkner. Am 13. August 2016 bestritt der Madagasse einen Slalom im South American Cup und schied bei dem vom Argentinier Sebastiano Gastaldi gewonnenen Rennen im ersten Durchgang aus.
Bei den Alpinen Skiweltmeisterschaften 2017 trat Randriamiarisoa für Madagaskar an und bestritt den Riesenslalom und den Slalom. Im Riesenslalom belegte er den 58. Platz und ließ den Inder Himanshu Thakur um 4,45 Sekunden hinter sich. Auf den Nächstschnelleren, den Luxemburger Max Castermans, hatte der Madagasse 3,05 Sekunden Rückstand. Den Slalom beendete er auf dem 78. Platz und ließ den Portugiesen Ricardo Brancal, den Albaner Marsel Biçoku, den Armenier Wasgen Arakeljan sowie den Haitianer Jean-Pierre Roy hinter sich.
Bei den Nationalen Meisterschaften in Les Deux Alpes belegte er am 9. April 2017 mit 24,38 Sekunden Rückstand auf den Franzosen Thibaut Favrot den 35. und vorletzten Platz. Auf den Letzten, den Belgier Noah Thys, hatte Randriamiarisoa 13,99 Sekunden Vorsprung und auf den Nächstbesseren, den Belgier Hendrik Tillemans, 6,11 Sekunden Rückstand. Im Slalom schied der Madagasse aus.

### Saison 2017/18
Sowohl bei den nationalen Jugendmeisterschaften als auch bei den nationalen Meisterschaften, die am 30. und 31. Juli 2017 im südafrikanischen Tiffindell ausgetragen wurden, schied er im zweiten Durchgang aus. Seine bis dahin beste Platzierung erlangte Randriamiarisoa im Slalom des CIT Arnold Lunn World Cup vom 1. August 2018 in Tiffindell mit dem 28. Platz und 19,18 Sekunden Rückstand auf den Italiener Andrea Ballerin, wobei zehn Läufer hinter dem Madagassen platziert waren. Drei Tage später verbesserte er seine Karrierebestplatzierung auf den 24. Platz im Entry-League-FIS-Slalom mit 8,87 Sekunden Rückstand auf den Belgier Basile Lefèvre und ließ in diesem Rennen neun Läufer hinter sich. In der Saison bestritt Randriamiarisoa drei weitere Entry League FIS-Slaloms.
Am 11. August 2017 erreichte er bei den nationalen Meisterschaften, die im argentinischen Cerro Catedral ausgetragen wurden, den 39. Platz mit einem Rückstand von 17,63 Sekunden auf den Franzosen Alexandre Coltier. Hinter Randriamiarisoa lagen noch der Argentinier Joaquin Pandolfi und der Chilene Benjamin Allendes. Bei den nationalen Jugendmeisterschaften im italienischen Toblach erreichte der Madagasse mit 20,77 Sekunden Rückstand auf den Iren Kieran Norris den letzten Platz und hatte 2,82 Sekunden Rückstand auf den Vorletzten, den Mexikaner Hubertus von Hohenlohe. Am 6. April 2018 nahm er bei den nationalen Meisterschaften in Val Thorens (Frankreich) teil, belegte mit 19,48 Sekunden Rückstand auf den Franzosen Léo Anguenot den 62. Platz und ließ sechs Läufer hinter sich.

### Saison 2018/19
Nachdem er seit dem 6. April 2018 kein Rennen mehr bestritten hatte, stieg er am 12. Januar 2019 beim FISCIT-Rennen wieder in das Sportgeschäft ein, schied jedoch im zweiten Durchgang aus. Seine Saisonbestleistung war im FISCIT-Rennen-Slalom vom 26. Januar 2019 im französischen Prapoutel 7 Laux der 51. Platz mit einem Rückstand von 19,68 Sekunden auf den Franzosen Julien Delourme. Hinter ihm lagen die beiden Spanier Juan Sánchez und Carlos Eguiluz sowie der Franzose Mackenson Florindo.
Bei den Alpinen Skiweltmeisterschaften 2019 in Åre belegte Randriamiarisoa den 111. Platz und ließ zehn Läufer hinter sich. Im Slalom war es Platz 77 mit acht langsameren Sportlern.
Danach ist Randriamiarisoa nicht mehr als Rennläufer in Erscheinung getreten.

## Erfolge
| - DNF = im Wettkampf ausgeschieden (engl. Did Not Finish) |

### Weltmeisterschaften
- Sankt Moritz 2017: 58. im Riesenslalom, 78. im Slalom
- Åre 2019: 111. im Riesenslalom, 77. im Slalom

### Nationale Jugendmeisterschaften
- Tiffindell 2017: DNF2 im Slalom
- Toblach 2018: 25. im Slalom

### Nationale Meisterschaften
- Cerro Catedral 2016: DNF1 im Slalom
- Les Deux Alpes 2017: 35. im Riesenslalom, DNF1 im Slalom
- Tiffindell 2017: DNF2 im Slalom
- Cerro Catedral 2017: 39. im Slalom
- Toblach 2018: DNF2 im Slalom
- Val Thorens 2018: 62. im Riesenslalom

### South American Cup
- Zwei Rennteilnahmen

### Weiteres
- Acht Top-30-Platzierungen bei FIS-Rennen, davon zwei Top-20-Platzierungen
- Zwei Top-40-Platzierungen bei FISCIT-Rennen
- Eine Top-30-Platzierung in der Entry League FIS
- Eine Top-30-Platzierung im CIT Arnold Lunn World Cup